# KT5720
KT5720はプロテインキナーゼAに対して特異性を有するキナーゼ阻害剤の一つである。本化合物は、K252aの半合成誘導体、スタウロスポリンの構造類縁体である。